# 沃特维尔 (艾奥瓦州)
沃特维尔（Waterville），是美国艾奥瓦州阿勒马基县城市。该地总面积为1.11平方公里，均为陆地。根据2010年美国人口普查数据，该地总人口为144人。